# 拉內利 (英國國會選區)
拉內利（英語：Llanelli，至1956年稱），英國國會一郡選區，位於威爾斯西南部卡馬森郡南部。始設於1918年。
本區自1922年起一直支持工黨。2010年大選中，妮婭·格里夫斯以42.5%選票勝出該區成功連任。